# Locris arithmetica
Locris arithmetica är en insektsart som först beskrevs av Walker 1851.  Locris arithmetica ingår i släktet Locris och familjen spottstritar. Inga underarter finns listade i Catalogue of Life.